# Johann Adam Flessa

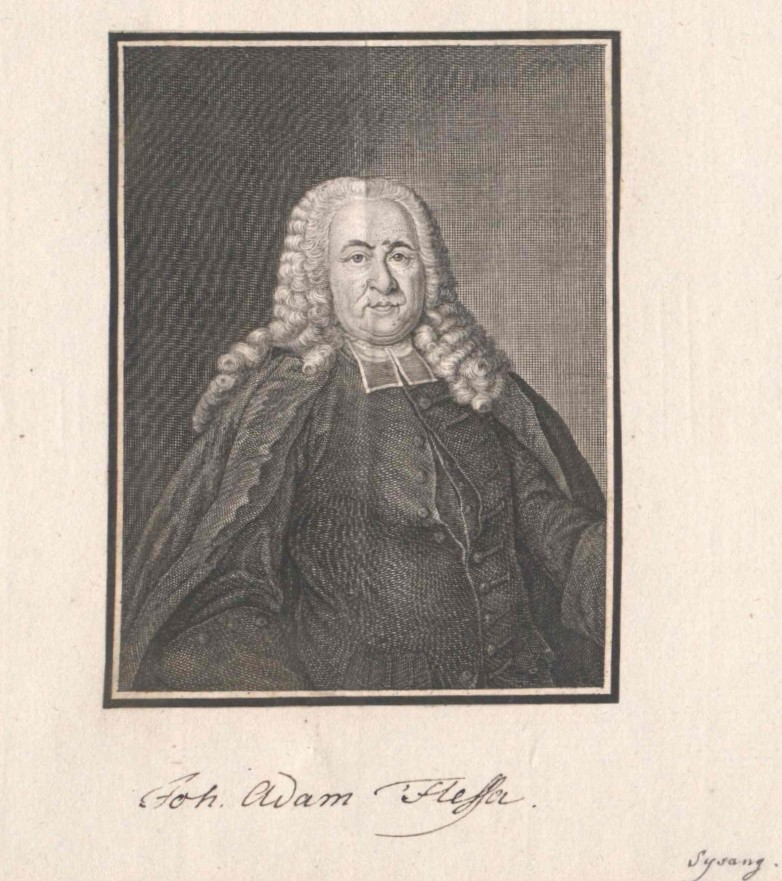
Johann Christoph Sysang: Johann Adam Flessa (Kupferstich; Österreichische Nationalbibliothek)

Johann Adam Flessa (* 24. Dezember 1694 in Goldmühl (Bad Berneck im Fichtelgebirge); † 11. Oktober 1775 in Oldenburg (Oldb)) war ein deutscher evangelisch-lutherischer Geistlicher und Pädagoge.

## Leben
Johann Adam Flessa war der jüngste Sohn des Müllers der Goldmühle. Er besuchte die Schule im nahegelegenen Goldkronach, das Seminar in Bayreuth und ab 1709 das dortige Gymnasium Christian-Ernestinum. Am 4. September 1713 immatrikulierte er sich an der Universität Altdorf für ein Studium der Evangelischen Theologie und der Philosophie. 1717 wurde er Rektor am Herzog-Wolfgang-Gymnasium in Zweibrücken. 1724 kehrte er als Professor für Geschichte und Mathematik am Gymnasium Christian-Ernestinum zurück nach Bayreuth. Am 13. August 1728 erfolgte seine Ordination und Berufung zum Hofdiakon und Inspektor der Alumnen in Bayreuth. 1731 wurde er zusätzlich zum Konsistorialassessor und Professor für Theologie berufen.
1741 wechselte er als Konsistorialassessor, Professor für Theologie und Rektor an das noch neue Christianeum im damals dänischen Altona. Dieser Ruf war durch den Einfluss der Kulmbachschen Partei zustande gekommen, der dänischen Königin Sophie Magdalene von Brandenburg-Kulmbach und des Oberpräsidenten von Altona Bernhard Leopold Volkmar von Schomburg, der zugleich als erster Gymnasiarch die Schulaufsicht über das Christianeum ausübte. 1742 wurde er zum wirklichen Konsistorialrat berufen.
1749 ging er als Hauptpastor und Propst nach Sonderburg. Schon zwei Jahre später kam er 1751 als Kirchenrat, Hauptpastor der Lambertikirche und Superintendent (als Nachfolger von Rudolf Ibbeken) der  damals dänischen Grafschaften Oldenburg und Delmenhorst nach Oldenburg. Damit verbunden war auch das Amt des Obervorstehers des Klosters Blankenburg.
Flessa war durch Johann Christoph Silchmüller, einen Schüler August Hermann Franckes und seit 1727 Bayreuther Hofprediger, vom Pietismus geprägt. Seine theologischen Anschauungen brachten ihn verschiedentlich in Schwierigkeiten. So wurde ihm vorgeworfen, er glaube an einen dritten Ort zwischen Himmel und Hölle und an einen Mittelzustand nach dem Tode. Ebenso problematisch wurde seine Behauptung empfunden, die wahre Busse werde allein durch das Gesetz gewirkt. Zudem wurde ihm vorgeworfen, er habe gesagt, Wissenschaft und Gelehrsamkeit gehöre eben vor keinen Lehrer und Prediger. Man müsse sich herunterlassen und in die Einfalt gehen.

## Wirken
Johann Adam Flessa verfasste zahlreiche kleine Schriften, meist Programme, Predigten, Personalschriften und andere Kleinschriften theologischen und philologischen Inhalts; auch hinterließ er eine große Anzahl ungedruckter lateinischer Reden. Sein Kirchenlied: Ich beuge, großer König, mich wurde in verschiedene Gesangbücher seiner Zeit aufgenommen. Er hatte es als Danklied fürstlicher Personen und als Beitrag zu Silchmüller Bayreuther Gesangbuch verfasst. 1753 brachte er die von seinem Vorgänger Rudolf Ibbeken (1677–1750) angefangene Oldenburger Gesangbuchreform zum Abschluss, so dass das neue Gesangbuch Anfang des Jahres 1754 eingeführt werden konnte. Es war mit 625 Liedern umfangreicher als das vorhergehende und berücksichtigte vor allem pietistisches Liedgut.
Passte er gleich nicht mehr als gelehrter Theolog für die letzten Dezennien des 18. Jahrhunderts, so macht ihn doch sein musterhafter Wandel, durch den er als Volks- und Jugendlehrer viel ausrichtete, ehrwürdig und seine starke Beredsamkeit schätzenswert. (Georg Wolfgang Augustin Fikenscher, 1801)